# Спермацетовий орган

У кашалота

У карликового кашалота

Спермацетовий орган — орган у головах багатьох видів зубатих китів, зокрема, кашалота. Між бічними відростками гребеня на кістковому ложі черепа кашалота розташована особлива порожнина, так звана спермацетова «подушка», розділена на дві камери. Цей орган містить воскову рідину під назвою спермацет і бере участь у генерації звуку.
В органі утворюється значна кількість спермацету — до 2000 л.